# اندی کیم
اندرو کیم (متولد ۱۲ ژوئیه ۱۹۸۲) سیاستمدار و دیپلمات سابق آمریکایی است که از سال ۲۰۲۴ به عنوان سناتور جونیور از ایالت نیوجرسی خدمت می‌کند. او که یکی از اعضای حزب دموکرات است، از سال ۲۰۱۹ تا ۲۰۲۴ به عنوان نماینده از حوزه انتخابیه سوم نیوجرسی خدمت کرد.
کیم در دوران دولت اوباما به عنوان مشاور غیرنظامی در وزارت امور خارجه ایالات متحده در افغانستان فعالیت داشت. او در سال ۲۰۱۸ با شکست تام مک‌آرتور متصدی، به مجلس نمایندگان راه یافت.
در حالی که سناتور متصدی باب منندز با اتهامات فساد و رشوه مواجه بود، کیم در ماه سپتامبر ۲۰۲۳ نامزدی خود را برای حضور در انتخابات مجلس سنای ایالات متحده اعلام کرد. او در انتخابات مقدماتی دموکرات‌ها پیروز شد. کیم در انتخابات اصلی ۲۰۲۴ پیروز شد و به اولین فرد آمریکایی کره‌ای‌تبار در سنا و اولین سناتور آمریکایی-آسیایی ایالات متحده از نیوجرسی تبدیل شد.

## دوران اولیه زندگی و حرفه
کیم در روز ۱۲ ماه ژوئیه ۱۹۸۲ در شهر بوستون، ایالت ماساچوست، از پدر و مادر مهاجر کره‌ای به دنیا آمد و در جرسی جنوبی بزرگ شد. پدرش متخصص ژنتیک و مادرش پرستار بود. کیم در بخش مارلتون شهر ایوشیم، نیوجرسی بزرگ شد و قبل از اینکه به شهر چری هیل نقل مکان کرده و از دبیرستان چری هیل شرقی در سال ۲۰۰۰ فارغ‌التحصیل شود، به مدرسه ابتدایی رایس رفت پس از دو سال تحصیل در کالج دیپ اسپرینگز، به دانشگاه شیکاگو منتقل شد و در سال ۲۰۰۴ از انجمن فی بتا کاپا با دریافت مدرک دانشگاهی در رشته علوم سیاسی فارغ‌التحصیل شد.
در دوران کالج، کیم کارآموز آژانس توسعه بین‌المللی ایالات متحده و ائتلاف شیکاگو برای بی‌خانمان‌ها بود. او بعداً بورسیه رودز و بورسیه هری ترومن را برای تحصیل در روابط بین‌الملل در کالج مگدالن، آکسفورد دریافت کرد. در آکسفورد، کیم با پیت بودجج محقق دانشگاه رودز، وزیر ترابری آینده ایالات متحده از سال ۲۰۲۱ تا ۲۰۲۵، دوست شد.
کیم در وزارت خارجه آمریکا فعالیت داشت. او قبل از فعالیت به عنوان مشاور امنیت ملی در دوره ریاست جمهوری باراک اوباما، به عنوان مشاور غیرنظامی ژنرال دیوید پترائوس و جان آر. آلن در افغانستان خدمت کرد. کیم به عنوان یکی از مقامات شورای امنیت ملی ایالات متحده خدمت می‌کرد. پس از کشتار سنجار، کیم برنامه‌ای را نوشت که اوباما برای حمله به داعش اجرا کرد.

## مجلس نمایندگان ایالات متحده
انتخابات
۲۰۱۸

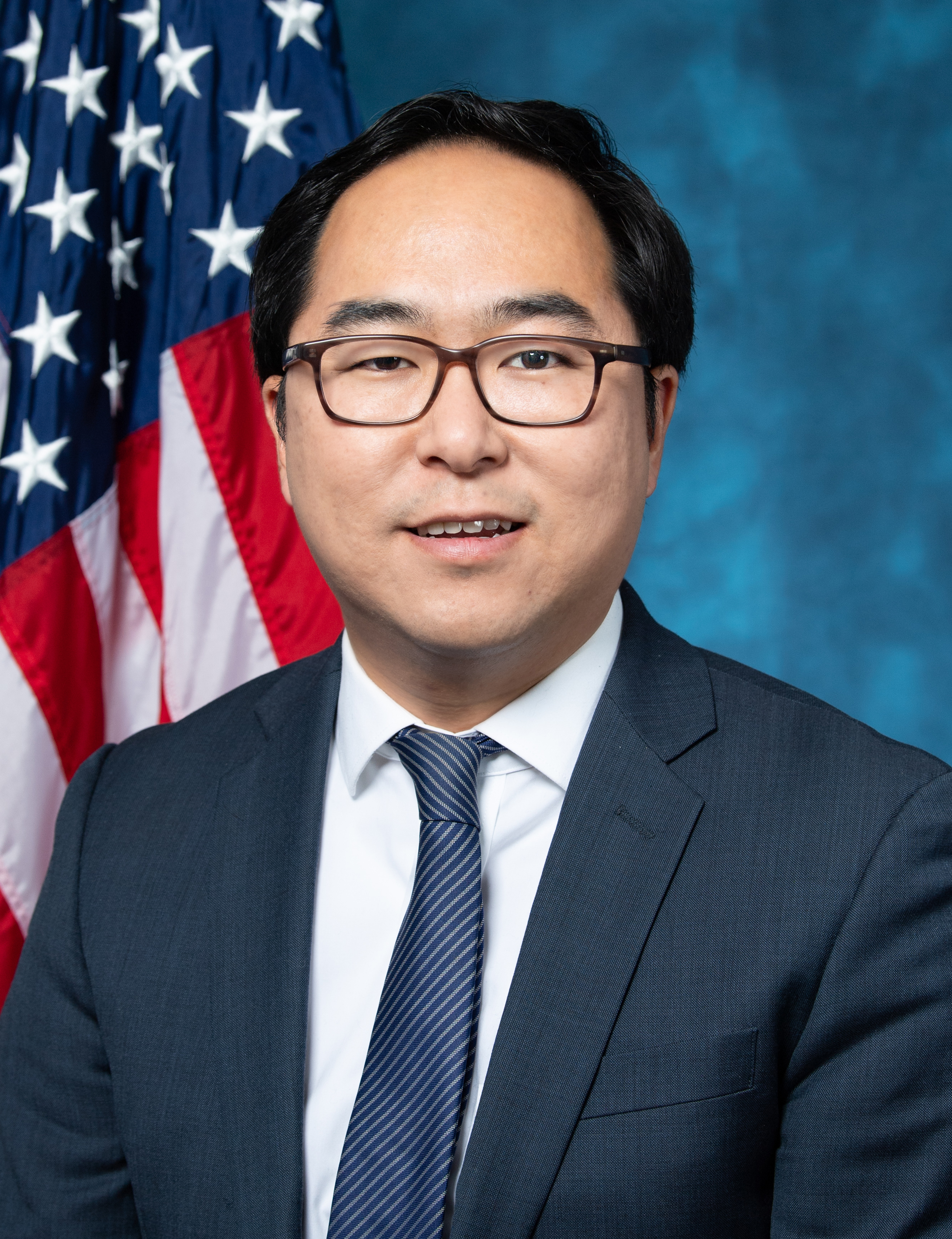
نماینده اندی کیم در دوره صد و شانزدهمین کنگره

کیم که ساکن شهر باردنتاون، ایالت نیوجرسی است، بعد از برنده شدن در انتخابات مقدماتی حزب دموکرات، جهت شرکت در انتخابات مجلس نمایندگان ایالات متحده ۲۰۱۸، برابر رقیب جمهوری‌خواه خود تام مک‌آرتور قرار گرفت که دو دوره قبلی متصدی این جایگاه بود.
نامزدی کیم از سوی باراک اوباما، معاون سابق رئیس‌جمهور جو بایدن، فرماندار نیوجرسی فیل مورفی و بازیگر پایپر پرابو مورد حمایت قرار گرفت. او گفت که تلاش‌های مک‌آرتور جهت لغو قانون مراقبت به صرفه به او انگیزه حضور در انتخابات داده است.
کیم با برتری تعدادی کمتر از ۴٬۰۰۰ رای، یا به عبارتی اندکی بیش از ۱ درصد آراء اخذ شده، نسبت به آراء مک‌آرتور برنده انتخابات شد و این نزدیکترین رقابت کنگره‌ای در نیوجرسی بود. کیم به اولین نماینده آسیایی آمریکایی ایالات متحده از نیوجرسی تبدیل شد.
۲۰۲۰
کیم برای انتخابات ۲۰۲۰ دوباره نامزد شد. در انتخابات اصلی او کاندیدای جمهوری‌خواه دیوید ریکتر (David Richter) را در پیش رو داشت. ریکتر در اصل برنامه‌ریزی کرده بود تا در حوزه انتخابیه دوم با جف ون درو دموکرات رقابت کند اما بعد از اینکه ون درو از حزب دموکرات جدا شد و به جمهوری‌خواهان پیوست، ریکتر تصمیم گرفت در حوزه انتخابیه سوم با کیم به رقابت بپردازد. با وجود اینکه پیش‌بینی شده بود این رقابت نزدیکی باشد ولی کیم با به دست آوردن ۵۳ درصد آراء در برابر ۴۵ درصد آراء رقیب خود، پیروز شد.
۲۰۲۲
بعد از تقسیم‌بندی مجدد حوزه‌های انتخابیه در سال ۲۰۲۰، حوزه انتخابیه کیم به‌طور قابل ملاحظه‌ای با افزایش هواداران دموکرات مواجه شد. کیم با برتری ۱۱٫۸ درصد آراء نسبت به رقیب جمهوری‌خواه (کسب ۵۵٫۴ درصد آراء در برابر ۴۳٫۶ درصد آراء) رابرت هیلی، که سازنده قایق تفریحی بود را شکست داد.

## مجلس سنا
انتخابات
انتخابات مقدماتی
در روز ۴ ژوئن، کیم با کسب حدود ۷۵ درصد آراء و شکست دادن پاتریشیا کامپوس-مدینا و لری هام در انتخابات مقدماتی حزب دموکرات، پیروز شد.

## زندگی شخصی
کیم در سال ۲۰۱۲ با کامی لای (Kammy Lai)، که یک وکیل امور مالیاتی بود، ازدواج کرد. آنها دو پسر دارند که در سال ۲۰۱۵ و ۲۰۱۷ به دنیا آمدند خانواده او با کمی فاصله از خانه دوران کودکی‌اش در همان خیابان، در شهر مورستاون جرسی جنوبی زندگی می‌کنند.
کیم یک پرسبیترینیسم است.
یکی از علایق کیم درست کردن بیگل است و او گفته است که اگر سیاستمدار نبود، مغازه شیرینی پزی خودش را راه‌اندازی می‌کرد. او در آوریل ۲۰۲۱ در تلاش جهت جمع‌آوری پول برای کمپین انتخاب مجدد خود در سال ۲۰۲۲، با ایجاد کلاس‌های ساخت شیرینی از طریق ارتباط تصویری توسط زوم، به تدریس این امر پرداخت.